# مسجد گذری
مسجد گذری در بازار سراجی شهر کابل در جوار یک آهنگری واقع است و این مسجد نیز در زمان اورنگ‌زیب پادشاه گورکانی هند ساخته شده و تاکنون عمارت آن پابر جا بوده اما در جنگهای دهه‌های پایانی سده بیستم افغانستان آسیب دیده است.